# Apteronotidae
Az Apteronotidae a csontos halak (Osteichthyes) főosztályának sugarasúszójú halak (Actinopterygii) osztályába és a elektromoskéshal-alakúak (Gymnotiformes)  rendjében tartozó család.

## Rendszerezés
A családba az alábbi 13 nem és 46 faj tartozik.
- Adontosternarchus (Ellis in Eigenmann, 1912) - 4 faj
  - Adontosternarchus balaenops
  - Adontosternarchus clarkae
  - Adontosternarchus devenanzii
  - Adontosternarchus sachsi

- Apteronotus (Lacepède, 1800) - 18 faj
  - Fekete szellemkéshal (Apteronotus albifrons)
  - Apteronotus apurensis
  - Apteronotus bonapartii
  - Apteronotus brasiliensis
  - Apteronotus caudimaculosus
  - Apteronotus cuchillejo
  - Apteronotus cuchillo
  - Apteronotus ellisi
  - Apteronotus eschmeyeri
  - Apteronotus jurubidae
  - Apteronotus leptorhynchus
  - Apteronotus macrolepis
  - Apteronotus macrostomus
  - Apteronotus magdalenensis
  - Apteronotus marauna
  - Apteronotus mariae
  - Apteronotus rostratus
  - Apteronotus spurrellii

- Compsaraia (Albert, 2001) - 1 faj
  - Compsaraia compsa

- Magosternarchus (Lundberg, Cox Fernandes & Albert in Lundberg et al., 1996) - 2 faj
  - Magosternarchus duccis
  - Magosternarchus raptor

- Megadontognathus (Mago-Leccia, 1994) - 2 faj
  - Megadontognathus cuyuniense
  - Megadontognathus kaitukaensis

- Orthosternarchus (Ellis, 1913) - 1 faj
  - Orthosternarchus tamandua

- Parapteronotus (Albert, 2001) - 1 faj
  - Parapteronotus hasemani

- Platyurosternarchus (Mago-Leccia, 1994) - 1 faj
  - Platyurosternarchus macrostomus

- Porotergus (Ellis in Eigenmann, 1912) - 2 faj
  - Porotergus gimbeli
  - Porotergus gymnotus

- Sternarchella (Eigenmann in Eigenmann & Ward, 1905) - 5 faj
  - Sternarchella curvioperculata
  - Sternarchella orthos
  - Sternarchella schotti
  - Sternarchella sima
  - Sternarchella terminalis

- Sternarchogiton (Eigenmann in Eigenmann & Ward, 1905) - 2 faj
  - Sternarchogiton nattereri
  - Sternarchogiton porcinum

- Sternarchorhamphus (Eigenmann in Eigenmann & Ward, 1905) - 1 faj
  - Sternarchorhamphus muelleri

- Sternarchorhynchus (Castelnau, 1855) - 6 faj
  - Sternarchorhynchus britskii
  - Sternarchorhynchus curvirostris
  - Sternarchorhynchus mesensis
  - Sternarchorhynchus mormyrus
  - Sternarchorhynchus oxyrhynchus
  - Sternarchorhynchus roseni